# ChocoLe
ChocoLe（チョコレ）は、2011年に結成された日本の女性アイドルユニット。ワタナベエンターテインメント（ビスケットエンターティメント名義）所属。
本項では、2016年に発足した後継ユニット「ビターチョコレート（bitter chocolate）」も取り扱う。

## 略歴・背景

### ChocoLe（チョコレ）
2011年9月、『甘いチョコレートのように、笑顔で“癒し”と“元気”を届けるアイドル』をコンセプトに結成された3人組ユニットである。メンバー構成はビスケットエンターティメントに所属する、橋本楓・高橋胡桃・玉川来夢のワタナベガールズによる3名で、所属事務所の先輩にあたるキャンディーズを目標としている。
デビュー
2011年11月27日にZepp Tokyoにて開催された『Watanabe Girls Live 〜久しぶりに全員集合!?〜』で初お披露目され、同年12月28日に1stシングル「ミルクとチョコレート」でCDデビューを果たした。表題曲は、テレビ東京系アニメ『SKET DANCE』のエンディングテーマに起用された。
橋本は、ChocoLe結成以前から女性アイドルグループ「アイドリング!!!」のメンバーとして活動していたが、2012年3月2日に高橋と玉川もアイドリング!!!に加入したため、アイドリング!!!側からの協力も多くなっていった。
2ndシングル発売以降
2012年5月16日、2ndシングル「くちぶえピューピュー」をリリース。発売を記念したイベントを各地で開催し、ライブ出演も行った。2013年には、各々でリリースしたイメージDVDを、ユニット名義でプロモーションをしている。
以降は作品のリリースが無く、2014年春のイベント出演を最後に活動が途絶えた。

### ビターチョコレート
ChocoLeメンバーが、2015年10月末で「アイドリング!!!」を卒業した翌年の2月末、橋本の妹でもある元アイドリング!!!の後輩・橋本瑠果を加えた4名で新ユニット「ビターチョコレート」(bitter chocolate)を結成。事実上、ChocoLeを受け継ぐ形で活動を開始した。
背景
劇団PMC主宰・吹原幸太らが協力の新プロジェクト『ホットポットクッキング』の舞台に連動した、期間限定のユニットとして企画されたもので、メンバーは主演舞台やライブイベント等で活動を始めた。ユニット名は、その主演舞台で演じるアイドルグループの名でもあり、「ChocoLeに似たのは偶然で驚いた」とメンバーは述べている。また、「ChocoLeから進化したもの」だとも説明している。
当該の舞台は2016年春に終了したものの、次作の『ホットポットクッキング』名義の舞台化継続が公表された。それに伴いユニット活動も継続の延長していたが、2017年初頭 第2弾舞台の限定期間終了に伴い一旦活動を終了した。その後同年夏にも第3弾舞台が企画されたが、グループとの関連性を明らかにしないままで上演。後にメンバーから「ビターチョコレート」としての活動は、第2弾舞台で最後であった事が明かされた。

## メンバー
橋本瑠果は、ビターチョコレートのみ在籍。
| 氏名                     | 生年月日              | 出身地   | 血液型 | 愛称       | 備考 |
| ------------------------ | --------------------- | -------- | ------ | ---------- | --- |
| 橋本楓 はしもと かえで   | 1997年1月21日（28歳） | 神奈川県 | A型    | かえぴょん | ChocoLeのリーダー。元アイドリング!!!21号 『ラブベリー』元専属モデル 『ミスヤングチャンピオン2013』グランプリ メンバー橋本瑠果の実姉        |
| 高橋胡桃 たかはし くるみ | 1997年3月27日（28歳） | 埼玉県   | A型    | くるみん   | 元アイドリング!!!27号 ワタナベエンターテインメント『真夏のガールズオーディション』グランプリ 『グラビアJAPAN2011』準ミス週刊ヤングジャンプ |
| 玉川来夢 たまがわ らむ   | 1997年4月30日（27歳） | 神奈川県 | A型    | らむたん   | 元アイドリング!!!29号 『ピチレモン』元専属モデル                                                                                           |
| 橋本瑠果 はしもと るか   | 1999年9月25日（25歳） | 神奈川県 | AB型   | るかぴょん | 元アイドリング!!!33号 『ラブベリー』レギュラーモデル メンバー橋本楓の実妹                                                                  |

担当チョコ
ChocoLe（チョコレ）メンバーには、ユニット名に因んだ「担当チョコ」が設定されている。
| 氏名     | 担当チョコ | 本人によるコメント |
| -------- | ---------- | --- |
| 橋本楓   | イチゴ     | 「私は自他共に認めるイチゴとピンク好きなので、担当チョコは、イチゴチョコです」                                                                          |
| 高橋胡桃 | ホワイト   | 「白が好きなんで迷わずホワイトチョコを選びました（笑）。 白って清楚で優しいイメージがあるんですけど、そんな女の子になりたいなっていう願いも込めてます」 |
| 玉川来夢 | ビター     | 「私はみんなからクールに見られることが多いんですよ。 あと、チョコレートの好みも、どちらかと言えば甘いチョコレートよりもビターな味のほうが好きだし」     |

## ディスコグラフィ
シングル
| 通番 | 発売日         | タイトル             | 最高位 | 販売形態         | 規格品番                                                       | 仕様                                                   |
| ---- | -------------- | -------------------- | ------ | ---------------- | -------------------------------------------------------------- | ------------------------------------------------------ |
| 1    | 2011年12月28日 | ミルクとチョコレート | 48位   | CD+DVD CD        | AVCA-49404/B AVCA-49405                                        |                                                        |
| 2    | 2012年5月16日  | くちぶえピューピュー | 41位   | CD+DVD CD CD+DVD | AVCA-49742/B AVCA-49743 AVCA-49739/B AVCA-49740/B AVCA-49741/B | 通常盤 初回生産限定盤A 初回生産限定盤B 初回生産限定盤C |

『ビターチョコレート』未発表オリジナル曲
- 「失神するほどあいしてる」

## タイアップ
| 楽曲                   | タイアップ                                            | 収録作品                            |
| ---------------------- | ----------------------------------------------------- | ----------------------------------- |
| ミルクとチョコレート   | テレビ東京系アニメ『SKET DANCE』3rdエンディングテーマ | 1stシングル「ミルクとチョコレート」 |
| くちぶえピューピュー   | テレビ東京系アニメ『GON -ゴン-』エンディングテーマ    | 2ndシングル「くちぶえピューピュー」 |
| 失神するほどあいしてる | ホットポットクッキング『失神タイムスリドル』舞台歌    |                                     |

## 出演

### ChocoLe名義

#### ライブ・イベント
2011年
- Watanabe Girls Live 〜久しぶりに全員集合!?〜（2011年11月27日、Zepp Tokyo） - 初お披露目
- 「チョコレート」イベント（2011年11月6日・12日・20日：アキバ☆ソフマップ1号店、12月10日：東京ジョイポリス3階 Vステージ、17日：よこはまコスモワールド大観覧車下特設ステージ）
- 「ミルク」イベント（2011年11月6日・19日・12月18日、ソラド竹下通り）- 女性限定
- サンシャインMonthly i-pop Festival（2011年11月26日、サンシャインシティ アルパ）
- ChocoLeサンタのX'masパーティー（2011年12月23日、エイベックス本社ビル 2F）

2012年
- 第2回秋葉原的萌えクィーンコンテスト決勝大会（2012年1月7日、秋葉原UDX）- スペシャルライブゲスト
- 「ミルクとチョコレート」発売記念購入者抽選イベント（2012年1月9日、アキバ☆ソフマップ1号店）
- ラブベリー×WES 第1回ローティーンオーディション（2012年1月15日） - ライブ・トーク出演
- 「くちぶえピューピュー」発売記念イベント（2012年4月28日：エイベックス本社ビル、29日：アキバ☆ソフマップ1号店8階、5月5日：SHIBUYA TSUTAYA）
- オモサンでアニソン!!（2012年5月12日、表参道 GROUND）
- サンシャインMonthly i-pop Festival（2012年5月19日、サンシャインシティ アルパ）
- アキバ☆ソフマップ1周年記念 ONE YEAR FESTIVAL（2012年7月14日、アキバ☆ソフマップ1号店）[14]
- TOKYO IDOL FESTIVAL 2012（2012年8月4日、お台場青海特設会場）
- 「〜みんなサンタだ♪〜」ライブ（2012年12月24日、アキバ☆ソフマップ1号店）[15]

2013年
- DVD「IDOL NOTE〜目指せアイドル！編」発売記念イベント（2013年1月12日、ソフマップ・アミューズメント館）[5]
- DVD「IDOL NOTE〜ユニット結成編」発売記念イベント（2013年6月29日、アキバ☆ソフマップ1号店）[6]
- ワタナベガールズライブ「夏祭りング!!!〜三宅ひとみ21歳の誕生日だよ全員集合」（2013年7月13日、表参道GROUND）[16]

2014年
- ホワイトデー スペシャルイベント（2014年3月15日、アキバ☆ソフマップ1号店）

#### 音楽番組
- ライブB♪（2011年12月20日、TBS）

#### 声優・吹き替え
テレビアニメ
- GON -ゴン-（2012年4月2日 - 、テレビ東京系）[13]

#### ラジオ
- ChocoLeの『ちょこっとチョコレディオ』（2011年12月31日、ニッポン放送） - 初の冠番組[17]。番組名はファンからの募集により決定した。
- ChocoLeのオールナイトニッポンモバイル（2012年1月18日 - 、ニッポン放送）

#### 配信テレビ・アプリ
- ChocoLe@ワタナベプラス (2012年2月20日、GYAO!)

### ビターチョコレート名義

#### 舞台
- ホットポットクッキング
旗揚げ公演『失神タイムスリドル』(2016年4月29日 - 5月2日、新宿村LIVE)
Presents vol.2『憑依だよ! 栗山ハルコさん』(2017年1月13日 - 19日、赤坂RED/THEATER)

#### ドラマ
- 『踊る大空港、(略)』オリジナル再編集版 (2017年2月4日、BS-TBS)

配信ドラマ
- 踊る大空港、或いは私は如何にして 踊るのを止めてゲームのルールを変えるに至ったか。 (2016年11月、ネスレシアター / AbemaTV)[18]

#### 配信テレビ・アプリ
- ビターチョコレートSP!! (2016年3月6日、DMM.yell) - 高橋のみ
- 舞台『失神タイムスリドル』アイドルが失神してタイムスリップ生放送 (2016年4月16日、ニコニコ生放送)
- ワタナベガールズチャンネル (2016年5月 - 2017年1月、ニコニコ生放送) - 不定期配信

#### イベント
- DMM.yell Live 2016 in 新宿ReNY (2016年3月13日、新宿ReNY) - 玉川は欠席
- ミュージカル『雪のプリンセス』観劇&撮影会 (2016年4月1日、全労済ホール スペース・ゼロ)
- 舞台『失神タイムスリドル』チケット販売イベント（2016年4月16日、恵比寿ワタナベエンターテインメントカレッジ)
- TOKYO IDOL FESTIVAL 2016 (2016年8月6日、お台場フジテレビ特設会場)[19]